# Pioneer Football League
La Pioneer Football League (acrónimo: PFL) (español: Liga Pionera de Fútbol Americano) es una conferencia de la División I de la NCAA (FCS), que incluye miembros literalmente de costa a costa de los Estados Unidos, desde Carolina del Norte o Florida en el este a California en el oeste. Es una conferencia exclusiva de fútbol americano, y aglutina equipos de universidades cuyas conferencias primarias no incluyen fútbol americano. A diferencia de otras conferencias de la Football Championship Subdivision (FCS), en la PFL no se conceden becas deportivas a los jugadores.

## Historia
La conferencia fue fundada en 1991, y estaba formada inicialmente por cinco universidades: Butler, Dayton, Drake, Evansville y Valparaíso. Posteriormente, en 1992 se unió la Universidad de San Diego, y la liga comenzó a funcionar en 1993. Estos seis equipos habían pertenecido con anterioridad a conferenciad de las Divisiones II y III. La liga se quedó con cinco componentes tras desaparecer el fútbol americano del programa de Evansville.
Sin embargo, en 2001 la conferencia prácticamente duplicó sus miembros, con la incorporación de Austin Peay State, Davidson, Jacksonville y Morehead State, procedentes de la South Division. Esta ampliación hizo que se reorganizara el sistema del campeonato, el cual los equipos con mejor balance de la temporada lucharían por el título de campeón.
En abril de 2005 Austin Peay anunció que regresaba al sistema de becas incorporándose a la Ohio Valley Conference, donde el resto de sus equipos compiten. En 2006 sería la Universidad de Campbell la que se incorporaría a la liga, aceptando una invitación de la misma. Y en 2009 será el Marist College el que completará la competición.
El 16 de mayo de 2006, la Pioneer Football League y la Northeast Conference (NEC) anunciaron un acuerdo de dos años por el cual se disputaría un partido denominado Gridiron Classic en el que participaría el campeón de ambas conferencias.

## Miembros

### Miembros actuales
| Logo | Institución                     | Localización                 | Fundada | Tipo    | Equipo    | Año de unión | Conferencia Primaria               |
| ---- | ------------------------------- | ---------------------------- | ------- | ------- | --------- | ------------ | ---------------------------------- |
|      | Universidad Butler              | Indianápolis, Indiana        | 1855    | Privada | Bulldogs  | 1991         | Big East Conference                |
|      | Davidson College                | Davidson, Carolina del Norte | 1837    | Privada | Wildcats  | 2001         | Atlantic 10 Conference             |
|      | Universidad de Dayton           | Dayton, Ohio                 | 1850    | Privada | Flyers    | 1991         | Atlantic 10 Conference             |
|      | Universidad Drake               | Des Moines, Iowa             | 1881    | Privada | Bulldogs  | 1991         | Missouri Valley Conference         |
|      | Marist College                  | Poughkeepsie, Nueva York     | 1929    | Privada | Red Foxes | 2009         | Metro Atlantic Athletic Conference |
|      | Universidad Estatal de Morehead | Morehead, Kentucky           | 1922    | Pública | Eagles    | 2001         | Ohio Valley Conference             |
|      | Presbyterian College            | Clinton, Carolina del Sur    | 1880    | Privada | Blue Hose | 2021         | Big South Conference               |
|      | Universidad de Santo Tomás      | Saint Paul, Minnesota        | 1885    | Privada | Tommies   | 2021         | Summit League                      |
|      | Universidad de San Diego        | San Diego, California        | 1949    | Privada | Toreros   | 1992         | West Coast Conference              |
|      | Universidad Stetson             | DeLand, Florida              | 1883    | Privada | Hatters   | 2013         | Atlantic Sun Conference            |
|      | Universidad de Valparaiso       | Valparaíso, Indiana          | 1859    | Privada | Beacons   | 1991         | Missouri Valley Conference         |

### Antiguos miembros
| Institución                        | Localización                    | Equipo          | Tipo    | Año de unión | Año de salida | Conferencia actual |
| ---------------------------------- | ------------------------------- | --------------- | ------- | ------------ | ------------- | --- |
| Universidad de Evansville          | Evansville, Indiana             | Purple Aces     | Privada | 1991         | 1997          | Missouri Valley Conference                                                                                                |
| Universidad Estatal de Austin Peay | Clarksville, Tennessee          | Governors       | Pública | 2001         | 2006          | Atlantic Sun Conference (Fútbol americano: United Athletic Conference)                                                    |
| Universidad de Mercer              | Macon, Georgia                  | Bears           | Privada | 2013         | 2014          | Southern Conference |
| Universidad Campbell               | Buies Creek, Carolina del Norte | Fighting Camels | Privada | 2008         | 2017          | Coastal Athletic Association                                                                                              |
| Universidad de Jacksonville        | Jacksonville, Florida           | Dolphins        | Privada | 2001         | 2019          | Equipo de fútbol americano cerrado después de la temporada 2019. Otros deportes permanecen en la Atlantic Sun Conference. |

## Campeonatos

### 1993-2000
| Temporada | Campeón    | Balance |
| --------- | ---------- | ------- |
| 1993      | Dayton     | 5-0-0   |
| 1994      | Dayton     | 4-1-0   |
| 1994      | Butler     | 4-1-0   |
| 1995      | Drake      | 5-0-0   |
| 1996      | Dayton     | 5-0-0   |
| 1997      | Dayton     | 5-0-0   |
| 1998      | Drake      | 4-0     |
| 1999      | Dayton     | 4-0     |
| 2000      | Dayton     | 3-1     |
| 2000      | Drake      | 3-1     |
| 2000      | Valparaíso | 3-1     |

### 2001-2005
| Temporada | Campeón de temporada | Balance | Fecha         | Campeón de la Final | Marcador | Finalista      | Ciudad         |
| --------- | -------------------- | ------- | ------------- | ------------------- | -------- | -------------- | -------------- |
| 2001      | Dayton               | 4-0     | Nov. 17, 2001 | Dayton              | 46-14    | Jacksonville   | Dayton, OH     |
| 2002      | Dayton               | 4-0     | Nov. 23, 2002 | Dayton              | 28-0     | Morehead State | Morehead, KY   |
| 2003      | Valparaíso           | 3-1     | Nov. 22, 2003 | Valparaíso          | 54-42    | Morehead State | Valparaíso, IN |
| 2004      | Drake                | 4-0     | Nov. 20, 2004 | Drake               | 20-17    | Morehead State | Morehead, KY   |
| 2005      | San Diego            | 4-0     | Nov. 19, 2005 | San Diego           | 47-40    | Morehead State | San Diego, CA  |

### 2006-presente
| Temporada | Campeón   | Balance | Fecha del Gridiron | Resultado | Marcador | Oponente del NEC    | Ciudad               |
| --------- | --------- | ------- | ------------------ | --------- | -------- | ------------------- | -------------------- |
| 2006      | San Diego | 7-0     | Dec. 2, 2006       | Victoria  | 27-7     | Monmouth University | West Long Branch, NJ |
| 2007      | Dayton    | 6-1     | Dec. 1, 2007       | Victoria  | 42-21    | Albany University   | Dayton, OH           |